# Joachim Plath
Joachim Plath (* 3. Juni 1893 in Liederstädt; † 28. Juni 1971 in Stade) war ein deutscher Konteradmiral der Kriegsmarine.

## Leben
Joachim Plath trat im April 1913 in die Kaiserliche Marine ein und war später bis November 1914 als Fähnrich zur See auf der Victoria Louise. Es folgten bis April 1916 Stationen im 5. Matrosen-Regiment erst als Zugführer, später als Adjutant. Er kam zur 2. Marine-Division und wurde hier II. Adjutant des Stabes. Bis April 1917 blieb er in dieser Kommandierung. Bis Kriegsende diente er als Wachoffizier auf den Torpedobooten G 96, V 67 und V 47. Mit RDA vom 14. Oktober 1917 wurde er Leutnant zur See.
Nach dem Krieg wurde er in die Reichsmarine übernommen und hier am 7. Januar 1920 zum Oberleutnant zur See. Mit der erneuten Indienststellung am 21. April 1921 war er bis Januar 1923 Kommandant der Hay. Am 1. April 1925 wurde er zum Kapitänleutnant befördert. 1930 war er Lehrer an der Schiffsartillerieschule in Kiel und im Jahr darauf Artillerieoffizier auf der Leipzig.
Am 1. Oktober 1936 zum Fregattenkapitän befördert, war er im gleichen Jahr Erster Offizier auf der Deutschland und 1937 Admiralstabsoffizier beim Befehlshaber der Panzerschiffe.
Von Mai 1939 bis September 1941 war er Chef der Organisationsabteilung im OKM und wurde anschließend als Nachfolger von Kapitän zur See Heinrich Bramesfeld Chef der 1. Sicherungs-Division in Holland. Am 1. September 1942 war er zum Konteradmiral befördert worden. Er blieb Divisionschef bis Februar 1943, um dann bis zur Auflösung der Dienststelle im Dezember 1944 als Küstenbefehlshaber östliche Ostsee, ab September 1943 in Küstenbefehlshaber mittlere Ostsee überführt, eingesetzt zu werden. Zugleich war er Festungskommandant Gotenhafen. Anschließend war er bis Kriegsende Admiral bei der Heeresgruppe H. Er kam in Kriegsgefangenschaft, aus welcher er am 2. Dezember 1946 entlassen wurde.